# Рајац
Рајац је планински предео, део планине Сувобор, у оквиру Ваљевског комплекса планина. Налази се на територији општине Љиг, на 10 km од Љига, на 25 km од Горњег Милановца, на 45 km од Аранђеловца, на 50 km од Ваљева, односно око 90 km јужно од Београда. Надморска висина Рајца креће се од 600 до 849 m.
Мада се у појединим описима дефинише као посебна планина, Рајац не поседује све елементе планине, као што су превоји, клисуре, тако да у географском смислу Рајац представља само предео, чији је највиши врх Рајац један од врхова Сувобора.
На подручју Рајца постоји више пећина и јама, а најзначајнија је Рајачка пећина, укупне дужине канала 286 m. Преовлађују шуме букве, храста, брезе, јасена, цера, док на већим висинама има четинари: јеле и бора. Од животињских врста може наићи на фазане, срндаће, лисице, дивље свиње, зечеве, грлице.

## Туризам
Рајац је познат као туристичко излетиште, а шире је познат по манифестацији Косидба на Рајцу која се традиционално одржава прве недеље након Петровдана. Погодан је и за параглајдинг, а до Рајца се врло често организују и ђачке и студентске екскурзије. На Рајцу се налази Планинарски дом „Душко Јовановић”, којим управља ПД „Победа” и који је отворен преко целе године.
Поред косидбе, на Рајцу су се организовале и следеће манифестације: Златна рајачка лисица, Меморијал Чика Душко Јовановић, Дан чистих планина на Рајцу.

## Историја
На територији општине Љиг и планине Сувобор се током Првог светског рата одиграла славна Колубарска битка у којој је и учествовало чувених 1300 каплара. У славу њима је подигнут споменик на Рајцу.

## Галерија
- Манифестација Косидба на Рајцу
- Планинарски дом
- Превој Чардак